# Hockey Marzotto Valdagno A.S.D. 2012-2013
Questa voce raccoglie le informazioni riguardanti l'Hockey Marzotto Valdagno nelle competizioni ufficiali della stagione 2012-2013.

## Maglie e sponsor
Lo sponsor ufficiale per la stagione 2012-2013 è Recalac.
| 1ª divisa | 2ª divisa |

## Organico

### Giocatori
| N° | Naz.                  | Ruolo | Sportivo        |  |  |  |
| -- | --------------------- | ----- | --------------- |  |  |  |
|    | Italia (bandiera)     | E     | Andrea Bicego   |  |  |  |
|    | Italia (bandiera)     | E     | Mattia Cocco    |  |  |  |
|    | Spagna (bandiera)     | E     | Pedro Gil Gómez |  |  |  |
|    | Italia (bandiera)     | P     | Riccardo Gnata  |  |  |  |
|    | Italia (bandiera)     | E     | Diego Nicoletti |  |  |  |
|    | Argentina (bandiera)  | E     | Carlos Nicolía  |  |  |  |
|    | Italia (bandiera)     | E     | Davide Piroli   |  |  |  |
|    | Italia (bandiera)     | E     | Eddy Randon     |  |  |  |
|    | Italia (bandiera)     | E     | Dario Rigo      |  |  |  |
|    | Portogallo (bandiera) | E     | Sérgio Silva    |  |  |  |

### Staff tecnico
- Allenatore:  Franco Vanzo